# 張虹 (導演)
張虹（Tammy Cheung，1958年—），香港紀錄片、獨立電影導演，紀錄片內容以社會題材為主，作品大多採用「直接電影」手法拍攝。此外，她成立了采風電影並任總監，負責發行和推廣紀錄片。2021年底，「采風」停止了在港的活動，張虹和拍檔林偉鴻移居英國，繼續從事紀錄片創作，先後完成了兩部以烏克蘭為題的作品。

## 生平
張虹出生於上海，香港長大，早年曾當過老師，曾到加拿大滿地可修讀社會學和電影，其後在當地籌辦電影節。1994年回香港後，曾當場記，寫影評及教授電影課程。
1999年開始拍攝第一部紀錄片《看不見的女人》，揭示少數族裔印度女性在香港的生活。2002年拍攝首齣長片《中學》，探討教育制度的現況；同年拍攝了《平安米》，詳細描述老人整天在輪候盂蘭節派米活動的狀況，獲得第八届獨立短片及錄像比賽公開組金奬及大奬；2003年攝製繼《平安米》後另一描述貧窮老人處境的比作品《搬屋》。
2004年，張虹以2003年香港七一遊行以及7月9日遮打花園的反對二十三條立法集會為題材，完成了《七月》一片，把關注焦點由社會問題提升至政治層面。2005年的作品《問》中，她轉而嘗試以訪問形式，透過幾十名不同國籍及社會階層的人直接表述，探討香港人對「六四事件」、「香港主權移交」、傳媒、民生及社會公平等議題的看法。2008年，完成以2004年立法會選舉為題材的紀錄片《選舉》。
張虹聯同其他人士成立采風電影並任總監，推動紀錄片的發展，同時發行紀錄片，亦在香港舉辦「華語紀錄片節」電影放映。

## 風格
張虹作品大多採用美國紀錄片大師弗雷德里克·怀斯曼「直接電影」手法拍攝。影片中以平實的鏡頭反映主旨，鮮有旁述、訪問或配樂，讓觀眾自己去詮釋影象素材。

## 作品
- 1999年：《看不見的女人》
- 2002年：《中學》
- 2003年：《搬屋》
- 2003年：《平安米》
- 2004年：《七月》
- 2005年：《問》
- 2006年：《農村初中》
- 2007年：《問—大陸小學》
- 2008年:《選舉》
- 2009年: After the Quake
- 2015年: 75 Days: Life, Liberty and Happiness
- 2018年: Let’s Talk Kieslowski
- 2019年: Epidemic Diary
- 2024年: Red Kalyna
- 2025年: Lviv Diary

## 外部連結
- 張虹在互联网电影资料库（IMDb）上的資料（英文）（英文）
- 在AllMovie上張虹的頁面（英文）
- 張虹在时光网上的簡介（简体中文）
- 梁珍：〈訪香港專業紀錄片女導演張虹 （页面存档备份，存于）〉，《外滩画报．文化．电影》，2007年7月11日。
- 王奇婷：〈心存小小理想主义的“直接电影”——专访香港独立纪录片导演张虹〉，《大纪元时报》，2012年8月2日。
- 區穎琳、許澤燕：〈張虹以小見大 （页面存档备份，存于）〉，《傳媒人物》。
- 采風電影紀錄片 DVD 發行 - 張虹作品